# Símbols de Nova Brunswick
La província canadenca de Nova Brunswick ha establert diversos símbols provincials oficials.
| Símbol           | Nom                                                  | Imatge                             | Adopció    | Observacions |
| ---------------- | ---------------------------------------------------- | ---------------------------------- | ---------- | --- |
| Escut d'armes    | Escut d'armes de Nova Brunswick                      | Escut d'armes de Nova Brunswick    | 1984.      | L'escut d'armes va ser assignat per la Reial Orde de la Reina Elisabet II el 24 de setembre de 1984, durant una visita a Fredericton. |
| Motto            | Spem reduxit (L'esperança es va recuperar)           |                                    | 1784, 1966 | El lema van ser assignats per l'Ordre del Tinent Governador en consell el 1966. Fou adoptat com a part del Gran Segell de la colònia el 1784. |
| Escut provincial | Escut provincial de Nova Brunswick                   | Escut provincial de Nova Brunswick | 1868       | L'escut d'armes va ser assignat per l'Ordre Reial de la Reina Victòria el 26 de maig de 1868. |
| Bandera          | Bandera de Nova Brunswick                            | Bandera de Nova Brunswick          | 1965       | Oficial des del 24 de febrer de 1965. Duplica el disseny de l'escut d'armes de la província. |
| Arbre            | Avet del bàlsam                                      | Avet del bàlsam                    | 1987       | Fou proclamat símbol oficial l'1 de maig de 1987. Creix en gairebé qualsevol situació i pot arribar als 20 metres d'alçada i representa el 97% de la indústria de l'arbre de Nadal de la província. |
| Flor             | Violeta morada (Viola palmata, var. cucullata)       | Viola cucullata                    | 1936       | La flor va ser adoptada com a emblema floral el 1936, a petició de l'Institut Provincial de la Dona, el tinent governador i els escolars de Nou Brunswick. És una espècie del gènere Viola originària de l'est d'Amèrica del Nord, des de Terranova a l'oest fins a Ontario i Minnesota, i al sud fins a Geòrgia. És una planta perenne que floreix de maig a juliol. Les flors són violetes, blau fosc i ocasionalment blanques, amb cinc pètals. |
| Ocell            | Mallerenga capnegra americana (Poecile atricapillus) | Mallerenga capnegra americana      | 1983       | L'agost de 1983, després d'un concurs organitzat per la Federació Provincial de Naturalistes fou proclamar l'ocell oficial. |
| Tartà            | Verd fosc, blau, groc i vermell.                     |                                    | 1959       | El tartan va ser dissenyat pels teixidors de Gagetown, i adoptat oficialment el 1959. En el disseny es representen el verd bosc de la fusta, el verd del prat de l'agricultura, el blau de les aigües costaneres i continentals, tot entrellaçat amb l'or símbol de la riquesa potencial de la província. Els blocs vermells representen la lleialtat i la devoció dels primers colons lleialistes i del Regiment Reial de New Brunswick.          |
| Sòl              | Sòls de Holmesville                                  |                                    | 1997       | La sèrie de sòls de Holmesville fou proclamat sòl provincial el 13 de febrer de 1997. És el tipus de sòl més freqüent a Nova Brunswick. És un sòl sorrenc de marga a argilosa amb menys d'un 20% d'argila i un 15-30% de fragments gruixuts. És un sòl fèrtil que proporciona alts rendiments tant agrícoles com forestals. |